# Бутовский, Алексей Дмитриевич
Алексей Дмитриевич Бутовский (1838—1917) — генерал от инфантерии Русской императорской армии, военный педагог и спортивный функционер, один из учредителей и член Международного олимпийского комитета (МОК) (1894—1900); брат Н. Д. Бутовского.

## Биография
Происходил из небогатой дворянской семьи помещика Полтавской губернии. Родился 9 (21) июня 1838 года в Пятигорцах Лубенского уезда, но детство провёл в родовом имении отца Пелеховщина Кременчугского уезда Полтавской губернии. Родители: отец — Дмитрий Петрович, выпускник Полтавской гимназии и Харьковского университета, штабс-капитан в отставке; мать — Надежда Степановна, урожд. Райзер. Алексей был старшим сыном, после него родились ещё четверо мальчиков и две девочки: Ольга, Владимир, Фёдор, Николай, Евгений и Мария, которая родилась, когда старшему было уже 18 с половиной лет.
В августе 1849 года Алексей Бутовский был отдан в Петровский Полтавский кадетский корпус, который окончил в 1853 году. Затем учился в Константиновском артиллерийском училище, в 3-м специальном классе инженерного отделения, которое закончил в 1856 году. В том же году, 16 июня, из унтер-офицеров был произведён в прапорщики лейб-гвардии Павловского полка. Затем учился на теоретическом отделении Николаевской инженерной академии.
После окончания академии непродолжительное время служил в войсках, после чего вернулся в Петровский Полтавский кадетский корпус, где до 1864 года служил помощником инспектора классов и ротного командира, был репетитором военных наук.
С 1864 по 1865 годы Бутовский был вновь в войсках, где в чине штабс-капитана командовал ротой. Однако вскоре Бутовский был возвращён к педагогической деятельности: в 1871 году назначен воспитателем в Петербургскую 1-ю военную гимназию, затем был помощником инспектора классов в 3-й военной гимназии, впоследствии переименованной в Александровский кадетский корпус; 16 апреля 1878 года получил чин полковника. В 1890 году занял должность генерала для особых поручений при Главном управлении военно-учебных заведений; в генерал-майоры был произведён 8 октября 1891 года.
В 1880-е и 1890-е годы, по заданию военного ведомства Российской Империи, неоднократно выезжал в Европу, где изучал преподавание гимнастических дисциплин в учебных заведениях Европы. Это позволило ему получить достаточно широкое представление об организации и содержании проводимой в этих странах работы в области физического образования. В 1888 году назначен членом комиссии при Министерстве просвещения для разработки вопроса о преподавании военной гимнастики в гражданских учебных заведениях.
В феврале 1890 года Бутовский организовал летние курсы по подготовке специалистов в области физического образования и начал читать лекции по истории, теории и методике физического воспитания.
В 1904 году получил чин генерал-лейтенанта.

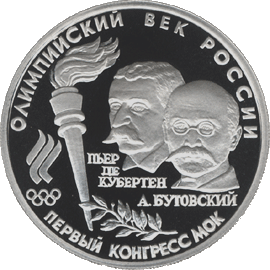
Памятная монета ЦБ РФ

В 1892 году, во время своего пребывания во Франции, познакомился с бароном Пьером де Кубертеном, с которым нашёл единство взглядов на спорт, на его место в системе воспитания и образования молодежи. Они поддержали друг друга в идее возрождения Олимпийских игр.
В 1894 году генерал Бутовский оказался в числе приглашённых на Международный Атлетический конгресс, которому было суждено стать исторической вехой в истории современного олимпийского движения. Несмотря на то, что Бутовскому обстоятельства не позволили приехать в Париж, его кандидатура была внесена в список первых 13 членов Международного олимпийского комитета и 23 июня 1894 года, когда оглашался первый состав МОК, четвёртой фамилией Пьер де Кубертен (после грека Деметриуса Бикеласа, своего соотечественника Калло и своей) указал: «генерал Бутовский для России».
В 1896 году Алексей Дмитриевич стал свидетелем Первых Олимпийских игр, по возвращении с которых издал книгу «Афины весной 1896 года». Находясь в Афинах и сознавая всю значимость и торжественность всего того, что пришлось увидеть, он вместе с тем испытывал глубокое разочарование и горечь за то, что в числе участников Олимпиады не было ни одного представителя России.
В 1898 году Бутовский информировал Кубертена о попытках создания Российского олимпийского комитета.
В 1900 году он вышел из состава МОК, не добившись создания в России Национального олимпийского комитета. Однако после выхода из состава МОК, он многие годы продолжал оставаться активным проводником идей олимпизма в России и принимал участие в международных форумах и конгрессах по проблемам физического воспитания и спорта, активно пропагандировал олимпийские идеи в нашей стране, доказывая необходимость участия России в международном олимпийском движении и создания национального олимпийского комитета. В итоге Российский национальный олимпийский комитет был создан в 1912 году.
Был женат на дочери купца Горохова — Анне Васильевне, детей в браке не имел, в последние годы жизни потерял зрение и свои тексты диктовал Анне Васильевне.
Умер 25 февраля (10 марта) 1917 года в Петрограде и был похоронен на Новодевичьем кладбище. Смерть генерала оказалась практически незамеченной — в это время в Петрограде бушевала Февральская революция. Только в 1918 году П. Воронов опубликовал некролог: Алексей Дмитриевич Бутовский // Русская старина. — СПб.: Печатня В. И. Головина, 1918. — Т. CLXXIII, вып. 1-2. — С. 135—136.

## Награды
- орден Св. Анны 4-й ст. (1863)
- орден Св. Станислава 2-й ст. (1870; императорская корона к ордену — в 1873)
- орден Св. Анны 2-й ст. (1876)
- орден Св. Владимира 4-й ст. (1879)
- орден Св. Владимира 3-й ст. (1887)
- орден Св. Станислава 1-й ст. (1895)
- орден Св. Анны 1-й ст. (1899)
- орден Св. Владимира 2-й ст. (1902)
- орден Белого орла (1906)
- орден Св. Александра Невского (1911)

иностранные
- командорский креста греческого Ордена Спасителя

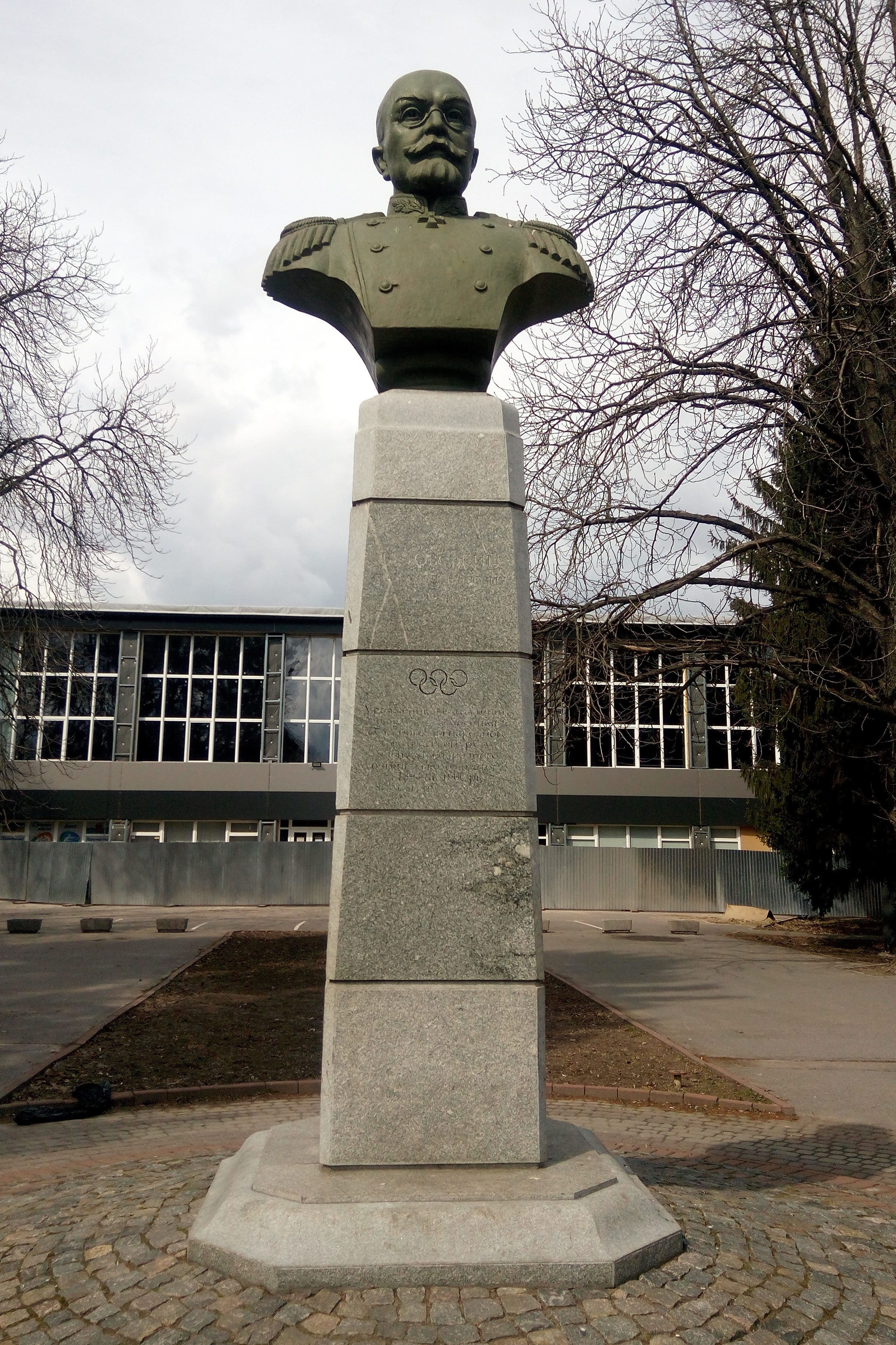
Бюст А. Бутовскому на площади Независимости в Полтаве

## Память
В Санкт-Петербурге, 23 июля 1994 года, к открытию III Игр Доброй воли и в связи со столетием Международного олимпийского комитета,  президентом МОК Х.-А. Самаранчем и президентом Олимпийского комитета России Виталием Смирновым на главной лестнице стадиона имени С. М. Кирова были установлены бронзовые бюсты Пьеру де Кубертену и А. Д. Бутовскому, выполненные народным художником, академиком Михаилом Константиновичем Аникушиным и архитектором Вячеславом Борисовичем Бухаевым.
Затем убран на склад. Однако 6 апреля 1996 года, в связи со столетием Олимпийского движения, был снова установлен у стадиона, а впоследствии в 2000 г. опять убран в помещение администрации стадиона им. С.М. Кирова. В настоящее время находится в «запасниках» Национального государственного Университета физической культуры, спорта и здоровья имени П. Ф. Лесгафта, Санкт-Петербург.
С 22 июня 2008 года имя Алексея Бутовского носит стадион «Ворскла» в Полтаве. Перед входом на который расположен монумент. В основе композиции которого – пять олимпийских колец, изготовленных из стали и витая железная лента с надписью «Стадион «Ворскла» имени А. Бутовского», а 4 июля 2008 года во время торжественных мероприятий, посвящённых 170-летию со дня рождения Алексея Бутовского был открыт бюст Алексея Дмитриевича.